# Franz Wohlfahrt (football)
Pour les articles homonymes, voir Franz Wohlfahrt.
Franz Wohlfahrt est un footballeur autrichien né le 1er juillet 1964 à Sankt Veit an der Glan. Il évolue au poste de gardien de but.
Il est finaliste de la Coupe des coupes en 1998 avec le VfB Stuttgart.
Il dispute la Coupe du monde 1998 avec l'équipe d'Autriche.

## Carrière
- 1995-1996 : Austria Vienne
- 1996-2000 : VfB Stuttgart
- 2000-2002 : Austria Vienne
- 2003-2005 : SC Untersiebenbrunn

## Palmarès

### En club
- Champion d'Autriche en 1984, 1985, 1986, 1991, 1992 et 1993 avec l'Austria Vienne
- Vainqueur de la Coupe d'Autriche en 1986, 1990, 1992 et 1994 avec l'Austria Vienne
- Finaliste de la Coupe des coupes en 1998 avec le VfB Stuttgart
- Vainqueur de la Coupe d'Allemagne en 1997 avec le VfB Stuttgart
- Finaliste de la Coupe de la ligue d'Allemagne en 1997 et 1998 avec le VfB Stuttgart

### Distinctions personnelles
- 59 sélections et 0 but avec l'équipe d'Autriche.
- Joueur de l'année du championnat autrichien : 1993
- Meilleur gardien du championnat autrichien : 1991, 1992, 1993 et 1994